# Sterngraben
Der Sterngraben ist ein circa 0,8 Kilometer langer Bach im unterfränkischen Schweinfurter Becken und ein linker Zufluss des Röstgrabens, der im bayerischen Landkreis Schweinfurt verläuft.

## Geographie

### Verlauf

#### Quellgebiet
Der Sterngraben entspringt auf einer Höhe von 267 m ü. NHN in der Gemarkung des als Gemeindeteil zu Niederwerrn gehörenden Oberwerrn zwischen Feldern direkt westlich neben dem Hambacher Weg, der als Radwanderweg genutzt wird. Seine nur intermittierend schüttende Quelle liegt knapp 400 Meter nordöstlich des Kirchdorfs Oberwerrn.
Das Quellgebiet wird von Oberen Tonstein-Gelbkalkschichten mit Sedimenten von grauem, schwarzem und buntem Ton- und Mergelgestein in Wechsellagerung mit grauem, gebanktem bis plattigem Dolomitgestein sowie schluffigem , feinkörnigem und buntem Sandstein der Erfurt-Formation des Unteren Keupers der Mitteltrias geprägt, über die sich fast ausschließlich Kolluvisolböden aus Schluff bis Lehm abgelagert hat.

#### Weiterer Verlauf
Der stark begradigte Sterngraben fließt zunächst, gesäumt von spärlichem und nur sporadisch wachsendem Gehölz und auf seiner rechten Seite begleitet von einem Feldweg, westwärts in der Flur Beim Güllenbaum durch intensiv genutztes Ackerland. Knapp 200 Meter südlich steht am Hambacher Weg, umgeben von an einer steilen Böschung eines ehemaligen Hohlwegs wachsenden Gebüschen mit Schlehen, Weißdorn und Hartriegel, ein Bildstock samt gemauertem Sockel mit einer quadratischen Säule und einer Konsole mit seitlichen Voluten und Cherub, und knapp 150 Meter südwestlich steht am Rande derselben Straße ein Tabernakelbildstock mit einem Hochrelief der Hl. Familie. Der Bach kreuzt dann einen Feldweg und wird danach in der Flur Am breiten Brunnen auf seiner rechten Seite von seinem einzigen Zufluss, einem aus dem Norden kommenden, etwa 100 Meter langen und namenlosen Wassergraben, gespeist. Der Sterngraben läuft danach zwischen der Flur Ober dem Sternried im Norden und der Flur Am Schulacker im Süden, erreicht das Gelände des SV Oberwerrn 1930 e.V., verschwindet dort vorroht in den Untergrund, kommt nach ungefähr 200 Metern in einem winzigen Teich wieder an die Oberfläche und führt nunmehr ganzjährig Wasser.
Der Bach fließt nun Flur Im Sternried durch einen kleinen Wald, den er bald darauf wieder verlässt, und zieht dann, begleitet von dichtem Gehölz, in der Flur Störlein durch Grünland. Südlich des Bachs führt ein Fußweg entlang, der als örtlicher Wanderweg genutzt wird und an dem in einer in den Jahren 1983 bis 1985 errichteten Lourdesgrotte eine Madonnafigur steht.

#### Mündung
Der Sterngraben unterquert noch die Straße Im Tal und mündet schließlich gut 100 Meter nördlich der zu Oberwerrn gehörenden Werntalsiedlung und unweit der Gemeindegrenze von Niederwerrn zu Poppenhausen auf einer Höhe von 236 m ü. NHN von links in den aus dem Nordnordwesten kommenden Röstgraben. Sein ungefähr 800 Meter langer Lauf endet etwa 31 Höhenmeter unterhalb seiner Quelle, er hat somit ein mittleres Sohlgefälle von circa 39 ‰. 

### Einzugsgebiet
Das Einzugsgebiet des Sterngrabens liegt im Schweinfurter Becken und wird durch ihn über den Röstgraben, die Wern, den Main und den Rhein zur Nordsee entwässert.
Es grenzt
- im Osten an das Einzugsgebiet des Leitergrabens[7], der über den Bartelsgraben in Wern entwässert;
- im Südosten und Süden an das des Bartelsgrabens direkt;
- im Norden an das des Gänsbrunngrabens[7], der in die Wern mündet und
- ansonsten an das Einzugsgebiet des Röstgrabens direkt.

Am Oberlauf dominieren landschaftliche Nutzflächen und im Süden des Unterlaufs das Siedlungsgebiet der Ortschaft Oberwerrn.

### Flusssystem Wern
- Fließgewässer im Flusssystem Wern